# Высокоширотные воздушные экспедиции
Высокоширотные воздушные экспедиции (ВВЭ) — советские научные и транспортные экспедиции на Север, осуществлённые с помощью авиации — вначале Управления полярной авиации Главсевморпути, впоследствии Аэрофлота.
Базировались члены экспедиции и авиация на материковой части страны, островах и дрейфующих станциях «Северный полюс».
В 1937 году, в 1948—1950 годах и с 1954 по 1993 годы экспедиции назывались «Север» с указанием их порядкового номера.

## История
Первая высокоширотная воздушная экспедиция «Север» была осуществлена весной 1937 года. Тогда она организовала в районе географического Северного полюса первую дрейфующую станцию. Экспедицией руководил О. Ю. Шмидт.
Весной 1941 года в районе Северного полюса в трёх точках сотрудниками Арктического института Яковом Либиным, Михаилом Острекиным и Николаем Черниговским были проведены океанографические, геомагнитные и метеорологические наблюдения. Самолёт Н-169 пилотировал Иван Черевичный, а штурманом был Валентин Аккуратов.
Прерванные войной исследования в Арктике возобновились в 1948 году. В 1950 году экспедицией «Север-5» была организована дрейфующая станция «Северный полюс-2». Ежегодной экспедиция «Север» стала с 1954 года и продолжалась по 1993 год включительно. Авиационное обеспечение этих экспедиций (начиная со станции «Северный полюс-16») со своей базы на аэродроме Черский осуществляло Колымо-Индигирское авиапредприятие (позднее переименованное в Колымо-Индигирский объединенный авиационный отряд).
| №  | Полное название экспедиции                                   | Краткое название | Срок проведения                                   | Авиационный транспорт                                              |
| -- | ------------------------------------------------------------ | ---------------- | ------------------------------------------------- | ------------------------------------------------------------------ |
| 1  | Высокоширотная воздушная экспедиция «Север»                  | «Север»          | 1937 год: 22 марта — 25 июня                      | Самолет ТБ-3                                                       |
| 2  | Высокоширотная воздушная экспедиция на самолёте «СССР Н-169» | «СССР Н-169»     | 1941 год: 5 марта — 11 мая                        | Самолёт ТБ-3 «СССР Н-169»                                          |
| 3  | Высокоширотная воздушная экспедиция «Север-2»                | «Север-2»        | 1948 год: Март — май                              | Самолёты Ли-2, Ил-12, Пе-8                                         |
| 4  | Высокоширотная воздушная экспедиция «Север-4»                | «Север-4»        | 1949 год: Апрель — май                            | Самолёты Ли-2, Ил-12, Пе-8                                         |
| 5  | Высокоширотная воздушная экспедиция «Север-5»                | «Север-5»        | 1950 год: Март — май                              | Самолёты Ли-2, Ил-12, Пе-8, Ту-4                                   |
| 6  | Высокоширотная воздушная экспедиция «Торос»                  | «Торос»          | 1951 год: Апрель — май                            | Самолёты Ли-2, Ан-2, По-2                                          |
| 7  | Высокоширотная воздушная экспедиция «А-128»                  | «А-128»          | 1952 год: Март — май                              | Самолёты Ли-2, Ан-2                                                |
| 8  | Высокоширотная воздушная экспедиция «А-129»                  | «А-129»          | 1952 год: Апрель — июнь                           | Самолёты Ли-2, Ан-2                                                |
| 9  | Высокоширотная воздушная экспедиция «Север-6»                | «Север-6»        | 1954 год: Март — май, Сентябрь — октябрь          | Самолёты Ан-2, Ли-2, Ил-12, Пе-8, Ту-4; планёр Як-14 вертолет Ми-4 |
| 10 | Высокоширотная воздушная экспедиция «Север-7»                | «Север-7»        | 1955 год: Март — май, Ноябрь — декабрь            | Самолёты Ли-2, Ан-2, Ил-12, Ту-4; вертолет Ми-4                    |
| 11 | Высокоширотная воздушная экспедиция «Север-8»                | «Север-8»        | 1956 год: Март — май, Сентябрь — октябрь          | Самолёты Ли-2, Ил-12, Ту-4; вертолёт Ми-4                          |
| 12 | Высокоширотная воздушная экспедиция «Север-9»                | «Север-9»        | 1957 год: Март — май, Сентябрь — октябрь          | Самолёты Ли-2, Ту-4, Ил-12, Ил-14; вертолёт Ми-4                   |
| 13 | Высокоширотная воздушная экспедиция «Север-10»               | «Север-10»       | 1958 год: Март — июнь, Сентябрь — ноябрь          | Самолёты Ли-2, Ту-4, Ил-12, Ил-14; вертолёт Ми-4                   |
| 14 | Высокоширотная воздушная экспедиция «Север-11»               | «Север-11»       | 1959 год: Март — май, Сентябрь — октябрь          | Самолёты Ан-2, Ли-2, Ту-4, Ил-12, Ил-14; вертолет Ми-4             |
| 15 | Высокоширотная воздушная экспедиция «Север-12»               | «Север-12»       | 1960 год: Март — июнь, Сентябрь — ноябрь          | Самолёты Ан-10, Ил-14, Ли-2, Ан-2, Ту-4; вертолет Ми-4             |
| 16 | Высокоширотная воздушная экспедиция «Север-13»               | «Север-13»       | 1961 год: Март — май, Сентябрь — ноябрь           | Самолёты Ан-2, Ил-14, Ли-2                                         |
| 17 | Высокоширотная воздушная экспедиция «Север-14»               | «Север-14»       | 1962 год: Март — май, Октябрь — ноябрь,           | Самолёты Ан-2, Ил-14, Ли-2                                         |
| 18 | Высокоширотная воздушная экспедиция «Север-15»               | «Север-15»       | 1963 год: Февраль — май, Октябрь — ноябрь         | Самолёты Ан-2, Ил-14, Ли-2                                         |
| 19 | Высокоширотная воздушная экспедиция «Север-16»               | «Север-16»       | 1964 год: Март — май, Сентябрь — ноябрь           | Самолёты Ли-2, Ил-14                                               |
| 20 | Высокоширотная воздушная экспедиция «Север-17»               | «Север-17»       | 1965 год: Март — май, Октябрь — декабрь           | Самолёты Ли-2, Ил-14                                               |
| 21 | Высокоширотная воздушная экспедиция «Север-18»               | «Север-18»       | 1966 год: Март — май, Сентябрь — октябрь          | Самолёты Ли-2, Ил-14, Ан-12, Ан-2; вертолет Ми-4                   |
| 22 | Высокоширотная воздушная экспедиция «Север-19»               | «Север-19»       | 1967 год: Март — май, Июль — декабрь,             | Самолёты Ан-12, Ил-14, Ли-2                                        |
| 23 | Высокоширотная воздушная экспедиция «Север-20»               | «Север-20»       | 1968 год: Март — май, Сентябрь — октябрь,         | Самолёты Ан-2, Ил-14, Ли-2                                         |
| 24 | Высокоширотная воздушная экспедиция «Север-21»               | «Север-21»       | 1969 год: Март — май, Октябрь — ноябрь            | Самолёты Ан-12, Ил-14, Ли-2; вертолет Ми-8                         |
| 25 | Высокоширотная воздушная экспедиция «Север-22»               | «Север-22»       | 1970 год: Март — май, Октябрь — ноябрь            | Самолёты Ан-12, Ил-14, Ли-2                                        |
| 26 | Высокоширотная воздушная экспедиция «Север-23»               | «Север-23»       | 1971 год: Февраль — май, Сентябрь — ноябрь        | Самолёты Ан-12, Ил-14, Ли-2                                        |
| 27 | Высокоширотная воздушная экспедиция «Север-24»               | «Север-24»       | 1972 год: Февраль — май, Октябрь — ноябрь         | Самолёты Ан-2, Ан-12, Ил-14, Ли-2                                  |
| 28 | Высокоширотная воздушная экспедиция «Север-25»               | «Север-25»       | 1973 год: Март — май, Сентябрь — ноябрь           | Самолёты Ан-2, Ил-14, Ли-2                                         |
| 29 | Высокоширотная воздушная экспедиция «Север-26»               | «Север-26»       | 1974 год: Февраль — май, Сентябрь — ноябрь        | Самолёты Ан-2, Ан-12, Ил-14, Ли-2                                  |
| 30 | Высокоширотная воздушная экспедиция «Север-27»               | «Север-27»       | 1975 год: Февраль — май, Сентябрь — ноябрь,       | Самолёты Ан-12, Ил-14, Ли-2                                        |
| 31 | Высокоширотная воздушная экспедиция «Север-28»               | «Север-28»       | 1976 год: Февраль — май, Сентябрь — ноябрь        | Самолёты Ан-12, Ил-14, Ли-2                                        |
| 32 | Высокоширотная воздушная экспедиция «Север-29»               | «Север-29»       | 1977 год: Март — май, Октябрь — ноябрь            | Самолёты Ан-2, Ан-12, Ан-26, Ил-14, Ли-2                           |
| 33 | Высокоширотная воздушная экспедиция «Север-30»               | «Север-30»       | 1978 год: Февраль — июнь, Октябрь — декабрь       | Самолёты Ан-2, Ан-12, Ан-26, Ил-14, Ил-18; вертолёт Ми-6           |
| 34 | Высокоширотная воздушная экспедиция «Север-31»               | «Север-31»       | 1979 год: Февраль — июнь, Октябрь — ноябрь        | Самолёты Ан-2, Ан-12, Ил-14, Ил-18                                 |
| 35 | Высокоширотная воздушная экспедиция «Север-32»               | «Север-32»       | 1980 год: Январь — май, Октябрь — декабрь         | Самолёты Ан-2, Ан-12, Ан-26, Ил-14, Ил-18                          |
| 36 | Высокоширотная воздушная экспедиция «Север-33»               | «Север-33»       | 1981 год: Февраль — май, Октябрь — декабрь        | Самолёты Ан-2, Ан-12, Ил-14; вертолёты Ми-6, Ми-8                  |
| 37 | Высокоширотная воздушная экспедиция «Север-34»               | «Север-34»       | 1982 год: Февраль — май, Октябрь — декабрь        | Самолёты Ан-2, Ан-12, Ил-14, Ил-76                                 |
| 38 | Высокоширотная воздушная экспедиция «Север-35»               | «Север-35»       | 1983 год: Февраль — июнь, Октябрь — декабрь       | Самолёты Ан-2, Ан-12, Ил-14, Ил-76; вертолёты Ми-6, Ми-8           |
| 39 | Высокоширотная воздушная экспедиция «Север-36»               | «Север-36»       | 1984 год: Февраль — июрь, Октябрь — январь (1985) | Самолёты Ан-2, Ан-12, Ан-24, Ил-14; вертолёты Ми-6, Ми-8           |
| 40 | Высокоширотная воздушная экспедиция «Север-37»               | «Север-37»       | 1985 год: Февраль — июнь, Ноябрь — декабрь        | Самолёты Ан-2, Ан-24, Ан-74, Ил-14; вертолёт Ми-8                  |
| 41 | Высокоширотная воздушная экспедиция «Север-38»               | «Север-38»       | 1986 год: Февраль — июнь, Октябрь — январь (1987) | Самолёты Ан-2, Ил-14, Ил-76                                        |
| 42 | Высокоширотная воздушная экспедиция «Север-39»               | «Север-39»       | 1987 год: Февраль — июнь, Август — декабрь        | Самолёты Ан-2, Ан-74, Ил-14, Ил-76; вертолёт Ми-8                  |
| 43 | Высокоширотная воздушная экспедиция «Север-40»               | «Север-40»       | 1988 год: Январь — август и Сентябрь — декабрь    | Самолёты Ан-2, Ан-24, Ан-74, Ил-14, Ил-76; вертолёт Ми-8           |
| 44 | Высокоширотная воздушная экспедиция «Север-41»               | «Север-41»       | 1989 год: Февраль — июнь, Октябрь — декабрь       | Самолёты Ан-2, Ан-26, Ан-74, Ил-14; вертолёт Ми-8                  |
| 45 | Высокоширотная воздушная экспедиция «Север-42»               | «Север-42»       | 1990 год: Январь — август, Октябрь — декабрь      | Самолёты Ан-2, Ан-74, Ил-14, Ил-76                                 |
| 46 | Высокоширотная воздушная экспедиция «Север-43»               | «Север-43»       | 1991 год: Январь — август, Сентябрь — декабрь     | Самолёты Ан-2, Ан-74; вертолёт Ми-8                                |
| 47 | Высокоширотная воздушная экспедиция «Север-44»               | «Север-44»       | 1992 год: Февраль — май                           | Вертолёт Ми-8                                                      |
| 48 | Высокоширотная воздушная экспедиция «Север-45»               | «Север-45»       | 1993 год: Апрель — июнь                           | Вертолёты Ми-8, Ми-8 МТВ                                           |

### Начальники ВВЭ
1. Шмидт, Отто Юльевич — «Север».
2. Либин, Яков Соломонович — «СССР Н-169».
3. Кузнецов, Александр Алексеевич — «Север-2», «Север-4», «Север-5».
4. Кухарский, Александр Александрович — «Торос».
5. Никитин, Макар Макарович — «А-128», «Север-9», «Север-10», «Север-11», «Север-12».
6. Баскаков, Георгий Анатольевич — «А-129».
7. Бурханов, Василий Федотович — «Север-6», «Север-7».
8. Толстиков, Евгений Иванович — «Север-8».
9. Вайнбаум, Борис Владимирович — «Север-9», «Север-10», «Север-11».
10. Тябин, Николай Иванович — «Север-12», «Север-19».
11. Гордиенко, Павел Афанасьевич — «Север-13», «Север-21», «Север-22».
12. Максутов, Дмитрий Дмитриевич — «Север-13».
13. Волков, Николай Александрович — «Север-14».
14. Блинов, Николай Иванович — «Север-14», «Север-15», «Север-23», «Север-25», «Север-26», «Север-27».
15. Рогачев, Вячеслав Михайлович — «Север-15», «Север-16», «Север-17».
16. Корнилов, Николай Александрович — «Север-17», «Север-18».
17. Романов, Илья Павлович — «Север-19», «Север-20», «Север-22».
18. Константинов, Юрий Борисович — «Север-23».
19. Крутских, Борис Андреевич — «Север-24».
20. Красноперов, Михаил Николаевич — «Север-28», «Север-29», «Север-30», «Север-31», «Север-32».
21. Артемьев, Геннадий Иванович — «Север-31».
22. Кессель, Сергей Аркадьевич — «Север-32», «Север-33», «Север-34», «Север-35», «Север-36», «Север-41», «Север-42», «Север-43», «Север-44», «Север-45».
23. Киселев, Владимир Васильевич — «Север-37», «Север-38», «Север-39», «Север-40».

### Начальники лётных отрядов ВВЭ
- «Север-24» — Г. М. Меньшиков; В. Д. Углев.
- «Север-25» — М. Я. Затонский; И. П. Романов; Н. П. Артеменко.
- «Север-26» — И. П. Романов; Н. П. Артеменко.
- «Север-27» — В. В. Лукин; Л. А. Тигунцев.
- «Север-28» — В. В. Лукин; Л. А. Тигунцев.
- «Север-29» — В. В. Лукин; И. В. Чугуй.
- «Север-30» — В. В. Лукин; В. А. Волков.
- «Север-31» — В. В. Лукин; А. В. Чирейкин.
- «Север-32» — В. В. Лукин; В. А. Волков.
- «Север-33» — В. А. Волков; А. В. Чирейкин.
- «Север-34» — А. В. Чирейкин; В. С. Рачков;
 Н. В. Лебедев — начальник базы на о. Жохова.
- «Север-35» — В. Т. Соколов; А. В. Чирейкин;
 В. В. Цапин — начальник летного отряда «Природа»; В. Н. Алимов — начальник базы на о. Жохова.
- «Север-36» — В. Т. Соколов; А. В. Чирейкин;
 В. В. Цапин — начальник летного отряда «Природа»; В. В. Лукин — начальник «А-317»; Н. В. Лебедев — начальник базы на о. Жохова.
- «Север-37» — В. Т. Соколов; А. В. Чирейкин;
 Г. А. Кадачигов — начальник отряда «Природа»; В. В. Лукин — начальник «А-317»; С. А. Кессель — начальник базы на о. Жохова.
- «Север-38» — А. В. Чирейкин; С. В. Полубояринов;
 В. С. Теплов — начальник базы на о. Жохова.
- «Север-39» — Г. Н. Войнов; А. В. Чирейкин;
 А. Д. Масанов — начальник отряда «Природа»; В. Т. Соколов — начальник «А-317»; В. Л. Кислинский — начальник базы на о. Жохова.
- «Север-40» — А. В. Чирейкин; А. Г. Жолудок;
 А. Д. Масанов — начальник отряда «Природа»; В. Т. Соколов — начальник «А-317»; А. И. Соболев — начальник базы на о. Жохова.
- «Север-41» — А. В. Чирейкин; С. А. Мельников; А. Г. Жолудок;
 А. Д. Масанов — начальник летного отряда «Природа»; В. В. Лукин — начальник экспедиции «СП-31Ф»; А. Г. Дворников — начальник базы на о. Жохова.
- «Север-42» — А. В. Чирейкин; А. Г. Жолудок;
 А. Д. Масанов — начальник летного отряда «Природа»; В. С. Теплов — начальник базы на о. Жохова.
- «Север-43» — А. Ф. Буб; С. Ф. Гаврюченков;
 А. И. Марков — начальник базы на о. Жохова.
- «Север-44» — А. Ф. Буб; С. Ф. Гаврюченков; С. А. Мельников;
 А. Н. Дороднов — начальник базы на о. Жохова.
- «Север-45» — А. Ф. Буб; С. Ф. Гаврюченков; С. А. Мельников.

## Отражение в филателии
В 1938 году в СССР были выпущены почтовые марки из серии «Воздушная экспедиция на Северный полюс»: маршрут экспедиции, флаг СССР на Северном полюсе.

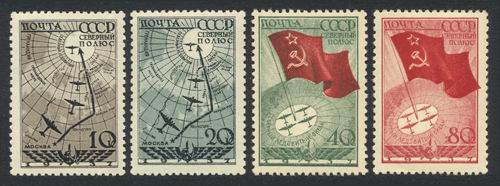
Почтовые марки СССР, 1938 год